# تاج‌الدین‌کلا
تاج الدین‌کلا، روستایی است از توابع بخش مرکزی شهرستان نوشهر در استان مازندران ایران.

## جمعیت
این روستا در دهستان بلده کجور قرار دارد و براساس سرشماری مرکز آمار ایران در سال ۱۳۸۵، جمعیت آن ۲۸۱ نفر (۷۱خانوار) بوده‌است. مردم تاج‌الدین‌کلا از قومیت طبری هستند. مردم تاج‌الدین‌کلا به زبان طبری با گویش کجوری سخن می‌گویند.